# Ичжисе
Ичжисе (кит. упр. 伊稚斜, пиньинь Yīzhìxié; устаревшее Ичисйе) — шаньюй хунну с 126 года до н. э. по 114 год до н. э.. Второй сын Лаошаня, брат Цзюньчэня. Пришёл к власти в результате переворота: провозгласил себя шаньюем, добился поддержки князей и разбил племянника Юйби, который бежал в Китай. В начале правления пытался атаковать китайцев, но активные действия полководцев У-ди принудили его к обороне. Лично сражался с ханьской армией в 119 году до н. э., но был разбит и больше не воевал.

## Правление. Успешная война с Китаем
Ичжисе не имел прав на престол, но это его не остановило. Зимой 126 до н. э. умер Цзюньчэнь, Ичжисе занимал пост восточного Лули-князя, он собрал войско, провозгласил себя шаньюем и разбил Юйби (сына Цзюньчэня), который бежал в Китай и получил там убежище и титул шэаньхоу, но вскоре умер.
Ичжисе сразу объявил войну Китаю. Во главе нескольких десятков тысяч конников он вторгся в область Дай (в Чжили), убил начальника области Гуй Цзи и пленил 1000 человек. Осенью совершил набег на Яньмэнь, где пленил 1000 человек. В 125 набег на область Дай повторился, теперь три армии хуннов по 30 000 в каждой напали на Дай, Динсян, Шанцзюнь и увели несколько тысяч человек пленных. Западный Чжуки-князь пытался отбить у Китая Ордос, он напал на пограничный город Шофан, убил много людей, но город не взял.
В 124 году до н. э. император назначил Вэй Цина дацзянцзюнем (верховным командующим) и дал ему 100 000 конницы под командованием 6 генералов. Поход Вэй Цина начался из Шофана. Пройдя ускоренным маршем 350 километров, китайское войско ночью окружило стоянку Западного Чжуки-князя, который в это время пьянствовал. Он успел сбежать, но китайцы захватили 15 000 хуннов и 10 младших князей.
Ичжисе решил отомстить и осенью 124 года хунну напали на Дайцзюнь, убили губернатора Чжу Ина и пленили 1000 человек. Весной 123 года Вэй Цин направился в новый поход со своим 100 000 войском и 6 генералами. Он устроил базу в Динсяне и несколько раз нападал на хунну. Он захватил 19 000 пленных, но потерял западное крыло войска: 3 000 конницы и двух генералов, только генерал Цзянь Дэ уцелел. Кроме того, командующий авангардом сихоу Чжао Синь был хуннским князем, служившим Китаю. Возглавляя авангард он шёл на соединение с западным крылом армии, но наткнулся на Ичжисе во главе армии. Чжао Синь решил сдаться и получил милость Ичжисе, его сестру в жёны и стал советником по китайским делам.
Чжао Синь советовал Ичжисе перейти Гоби и поселится на севере в недосягаемости для китайцев. В 122 до н. э. ставка шаньюя была перенесена на север. Весной этого года, 10 000 хунну напали на Шангу и убили немного людей. Весной 121 года пяоци цзянцзюнь (верховный командующий лёгкой конницы — уникальный титул) Хо Цюйбин с 10 000 конницы вышел из Лунси и пройдя 500 км за горы яньчжишань, напал на хунну, пленив 18 000 хуннов, был захвачен золотой идол, которому поклонялся шаньюй. Летом этого года генерал Сици Хоу с несколькими десятками тысяч конницы вышел из Лунси и Бэйди и пройдя 1000 км за Цзюйянь, атаковал хунну в горах Циляньшань в Ганьсу, где хунну жили беспечно. Он захватил 30 000 хунну и 70 младших князей. Ичжисе в это время напал на Дайцзюнь и Яньмэнь и пленил немного людей. Император приказал Бо Ванхоу и Ли Гуану выступить из Юбэйпин против восточного Чжуки-князя. Ли Гуан попал в хуннское окружение и понёс серьёзные потери, но Бо Ванхоу спас его, хотя потеряли несколько тысяч человек. Хэци Хоу и Бо Ванхоу были приговорены к смерти за промедление, но помилованы и лишены чинов.

## Пораженияхунну
Осенью 121 Ичжисе узнал о том, что князья Хуньшэ и Сючу сражаясь на западе с китайцами потеряли несколько десятков тысяч человек, и решил их казнить. Князья решили уйти в Китай вместе с ордой. Хуньшэ решил, что лучше уйти одному, убив Хючжуя, он сдался Хо Цюйбину. Он привёл с собой 40 000 хуннов. Теперь китайцы могли укрепить границу хуннскими пограничниками. Набеги на Лунси, Бэйди, Хэси уменьшились, бедняков из Гуаньдуна переселили в Синьциньчжун (в Ордосе). К 120 правительство сняло половину войск с границы. В 120 хунны напали на Юбэйпин и Динсян и убили 1000 человек, что немного, учитывая несколько десятков тысяч нападавших.
В 119 до н. э. правительство спланировало новый план войны. Чжао Синь узнал об этом и посоветовал Ичжисе вновь переселяться за Гоби. 100 000 китайцев на свежих лошадях со 140 000 запасных и обозом были приготовлены для уничтожения хунну. Армия была разделена на две части под командованием Вэй Цина и Хо Цюйбина. Вэй Цин вышел из Динсяна, а Хо из Дая. Ичжисе отослал обоз в безопасное место, а сам приготовил войско к битве на северной границе Гоби. Он схватился с Вэй Цином. Целый день продолжалась битва, к вечеру началась пыльная буря. Вэй Цин выполнил фланговый захват хунну. Ичжисе прорвал окружение и бежал с несколькими сотнями лучших воинов на северо-запад. Китайцы взяли живыми 19 000 воинов хунну. Китайцы разгромили городок в горах Дяньяньшань, где раньше жил Чжао Синь, и повернули назад. Ичжисе собрал остатки армии и стал беспокоить китайскую армию. Хо Цюйбин прошёл от Дай 1000 км и напал на восточного Чжуки-князя. 70 000 хуннов были взяты в плен и совершил рейд вглубь хуннской территории и дошёл до Хань-хай.
В результате хунну почти полностью переселились за Гоби. По императорскому приказу на отвоёванных северных землях выкопали каналы для орошения и переселили туда 60 000 военных поселенцев. Армия совершила ещё поход против хунну и захватили 90 000 пленных, но теперь потери китайской армии были огромными, погибли почти все кони. Ичжисе решил договориться о мире и родстве. Император отправил к шаньюю чиновника Жэнь Чана, который предложил шаньюю стать вассалом Китая. Разгневанный Ичжисе задержал Жэнь Чана у себя. Император Хань У-ди начал набирать новую армию, но смерть Хо Цюйбина помешала его планам.
В 114 году до н. э. Ичжисе умер.